# Лезна (Торино)
Лезна је насеље у Италији у округу Торино, региону Пијемонт.
Према процени из 2011. у насељу је живело 1723 становника. Насеље се налази на надморској висини од 269 м.